# Boucau
Boucau (okzitanisch Lo Bocau; baskisch Bokale) ist eine französische Gemeinde mit 8934 Einwohnern (Stand 1. Januar 2022) im Arrondissement Bayonne im Département Pyrénées-Atlantiques in der Region Nouvelle-Aquitaine. Sie wurde laut Dekret von Napoléon III. drei Jahre nach der Ankunft der Eisenbahn in Bayonne am 14. September 1857 gegründet. Der Name Boucau kommt aus dem gasconischen boucaou (‚kleiner Mund‘) und beschreibt die Mündung des Adour in den Atlantik.

## Partnerschaft
Seit 1979 besteht eine Städtepartnerschaft mit Montilla in Spanien.